# Copa Africana de Naciones 2021
La Copa Africana de Naciones de 2021 fue la 33.ª edición del mayor torneo internacional de selecciones del continente africano. Se desarrolló en Camerún del 9 de enero al 6 de febrero de 2022. Esta edición estaba programada para 2021, pero debido a la pandemia de COVID-19 los partidos clasificatorios fueron postergados y la copa se pospuso para 2022. A pesar de celebrarse en 2022, el torneo mantuvo el nombre de «Copa Africana de Naciones 2021». Senegal se consagró por primera vez campeón del torneo al derrotar en la final a la selección de Egipto.

## Clasificación

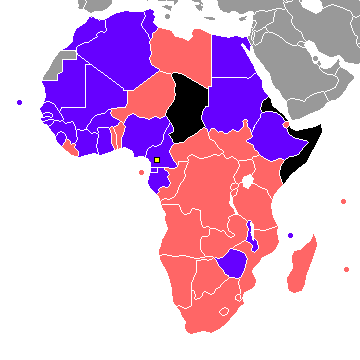
Situación de los países respecto a la clasificación.
Clasificado
Eliminado
Con posibilidades de clasificar
Retirado, descalificado o no participó
No es parte de CAF

| Clasificado | Eliminado |

## Elección del país anfitrión
El 23 de septiembre de 2013 la Confederación Africana de Fútbol (CAF) abrió el proceso de recepción de las candidaturas por parte de las asociaciones miembro interesadas en organizar la Copa Africana de 2019 o la Copa Africana de 2021, la fecha límite para la entrega de las candidaturas fue fijada para el 25 de noviembre del mismo año.
Culminado este plazo fueron tres los países que presentaron su candidatura tanto para la Copa Africana 2021 como para la edición del año 2019, los cuales fueron confirmados y anunciados por el Comité Ejecutivo de la CAF luego de una reunión realizada el 24 de enero de 2014 en Ciudad del Cabo:
- Argelia
- Costa de Marfil
- Guinea

Con los tres países aspirantes confirmados, la CAF inició en abril de 2014 el periodo de inspección de las ciudades propuestas por cada nación candidata, una delegación constituida por el comité ejecutivo de la CAF inspeccionó instalaciones hoteleras, centros médicos, aeropuertos, campos de entrenamiento y estadios así como vías de transporte y comunicaciones. El primer país visitado fue Guinea y se continuó de acuerdo a siguiente cronograma:
| País            | Fecha de inspección       | Ciudades visitadas                                | Ref.        |
| --------------- | ------------------------- | ------------------------------------------------- | ----------- |
| Guinea          | 7 de abril - 12 de abril  | Labe, Kankan, Nzerekore y Conakri                 | [ 6 ]       |
| Costa de Marfil | 13 de abril - 18 de abril | Bouake, Korhogo, San Pedro, Abiyán y Yamoussoukro | [ 6 ] [ 7 ] |
| Argelia         | 6 de mayo - 11 de mayo    | Argel, Oran, Blida y Annaba                       | [ 8 ]       |

Finalmente, el 20 de septiembre de 2014 tras una reunión en Addis Ababa, el Comité Ejecutivo de la CAF designó a Camerún como organizador de la Copa Africana de Naciones 2019 y a Costa de Marfil para la Copa Africana de Naciones 2021, además se anunció de manera inesperada a Guinea como sede de la Copa Africana de Naciones 2023.
El 30 de noviembre de 2018, CAF despojó a Camerún de ser sede de la Copa Africana de Naciones 2019.
Sin embargo, el presidente de la CAF, Ahmad Ahmad, le dijo a Camerún que aceptó organizar la Copa de Naciones de África 2021. En consecuencia, Costa de Marfil, anfitriones originales de 2021, sería sede de la Copa de Naciones de África 2023. Guinea que era el anfitrión original de 2023, sería sede de la Copa de Naciones de África 2025.
El 30 de enero de 2019, el presidente de CAF confirmó el cambio de horario, después de una reunión con el presidente de Costa de Marfil, Alassane Ouattara, en Abiyán, Costa de Marfil.

## Sedes
Con la Copa Africana de Naciones ampliada de 16 a 24 equipos, los partidos se llevaron a cabo en seis sedes en las cinco ciudades camerunesas de Yaundé, Duala, Garua, Limbe y Bafoussam. Los seis estadios seleccionados para organizar el torneo fueron el estadio Olembé y el estadio Ahmadou Ahidjo en la capital, Yaundé, el estadio Japoma en Duala, el estadio de Limbé en Limbe, el estadio Kouekong en Bafoussam y el estadio Roumdé Adjia en Garua.
La ceremonia de apertura, así como el partido inaugural del torneo y la final, se llevaron a cabo en el recién construido estadio Olembé para 60 000 espectadores.
| Duala Yaundé Garua Bafoussam Limbe | Duala Yaundé Garua Bafoussam Limbe |                      |                   |                        |
| Duala Yaundé Garua Bafoussam Limbe | Duala Yaundé Garua Bafoussam Limbe | Camerún              | Camerún           | Camerún                |
| Duala Yaundé Garua Bafoussam Limbe | Duala Yaundé Garua Bafoussam Limbe | Duala                | Yaundé            | Yaundé                 |
| ---------------------------------- | ---------------------------------- | -------------------- | ----------------- | ---------------------- |
| Duala Yaundé Garua Bafoussam Limbe | Duala Yaundé Garua Bafoussam Limbe | Estadio Japoma       | Estadio Paul Biya | Estadio Ahmadou Ahidjo |
| Duala Yaundé Garua Bafoussam Limbe | Duala Yaundé Garua Bafoussam Limbe | Capacidad: 50 000    | Capacidad: 60 000 | Capacidad: 42 500      |
| Duala Yaundé Garua Bafoussam Limbe | Duala Yaundé Garua Bafoussam Limbe |                      |                   |                        |
| Duala Yaundé Garua Bafoussam Limbe | Duala Yaundé Garua Bafoussam Limbe | Garua                | Bafoussam         | Limbe                  |
| Duala Yaundé Garua Bafoussam Limbe | Duala Yaundé Garua Bafoussam Limbe | Estadio Roumdé Adjia | Estadio Kouekong  | Estadio de Limbé       |
| Duala Yaundé Garua Bafoussam Limbe | Duala Yaundé Garua Bafoussam Limbe | Capacidad: 30 000    | Capacidad: 20 000 | Capacidad: 20 000      |
| Duala Yaundé Garua Bafoussam Limbe | Duala Yaundé Garua Bafoussam Limbe |                      |                   |                        |

## Equipos participantes
En cursiva los países debutantes en la competición.
| Equipos participantes | Equipos participantes | Equipos participantes | Equipos participantes |
| --------------------- | --------------------- | --------------------- | --------------------- |
| Argelia               | Egipto                | Guinea-Bisáu          | Nigeria               |
| Burkina Faso          | Etiopía               | Guinea Ecuatorial     | Senegal               |
| Cabo Verde            | Gabón                 | Malaui                | Sierra Leona          |
| Camerún               | Gambia                | Malí                  | Sudán                 |
| Comoras               | Ghana                 | Marruecos             | Túnez                 |
| Costa de Marfil       | Guinea                | Mauritania            | Zimbabue              |

### Sorteo
El sorteo se realizó el 17 de agosto de 2021.
| Bombo 1                                                                        | Bombo 2                                               | Bombo 3                                                        | Bombo 4                                               |
| ------------------------------------------------------------------------------ | ----------------------------------------------------- | -------------------------------------------------------------- | ----------------------------------------------------- |
| Camerún (anfitrión) Argelia (campeón defensor) Senegal Túnez Nigeria Marruecos | Egipto Ghana Malí Costa de Marfil Guinea Burkina Faso | Cabo Verde Gabón Mauritania Zimbabue Guinea-Bisáu Sierra Leona | Sudán Malaui Comoras Guinea Ecuatorial Etiopía Gambia |

## Árbitros
Los siguientes árbitros fueron escogidos para la Copa Africana de Naciones 2021.
Árbitros principales
- Mustapha Ghorbal
- Hélder Martins Rodrigues de Carvalho
- Joshua Bondo
- Pacifique Ndabihawenimana
- Blaise Yuven Ngwa
- Mahmoud El Bana
- Mohamed Marouf Eid Mansour
- Amin Omar
- Bamlak Tessema Weyesa
- Daniel Nili Laryea
- Bakary Gassama
- Mario Escobar
- Peter Waweru
- Andofetra Rakotojaona
- Boubou Traoré
- Dahane Beida
- Ahmad Imetehaz Heeralall
- Rédouane Jiyed
- Jean Jacques Ndala Ngambo
- Salima Mukansanga
- Maguette N'Diaye
- Issa Sy
- Bernard Camille
- Victor Gomes
- Sadok Selmi
- Ismail Elfath
- Janny Sikazwe

Árbitros asistentes
- Abdelhak Etchiali
- Mokrane Gourari
- Jerson Emiliano Dos Santos
- Seydou Tiama
- Nguegoue Elvis Guy Noupue
- Atezambong Fomo Carine
- Issa Yaya
- Soulaimane Almadine
- Tahssen Abo El Sadat
- Abouelregal Mahmoud
- Ahmed Hossam Taha
- Sidibe Sidiki
- Liban Abdourazak Ahmed
- Gilbert Cheruiyot
- Oblak Taberner
- Attia Amsaaed
- Lionel Andrianantenaina
- Azgaou Lahcen
- Zakaria Brinsi
- Mustapha Akarkad
- Jermoumi Fatiha
- Arsenio Maringula
- Mahamadou Yahaya
- Samuel Pwadutakam
- Jon Imanol Gerediaga
- Djibril Camara
- El Hadj Malick Samba
- James Fredrick Emile
- Zakhele Thusi Siwela
- Ibrahim Abdalla Mohamed
- Hassani Khalil
- Anouar Hmila
- Dick Okello

Árbitros VAR
- Lahlou Benbraham
- Mehdi Abid Charef
- Drew Fischer
- Mahmoud Mohamed Ashour
- Samir Guezzaz
- Adil Zourak
- Bouchra Karboubi
- Fernando Guerrero
- Haythem Guirat

## Fase de grupos
- Las horas indicadas en los partidos corresponden al huso horario local de Camerún: (UTC+1).

Criterios de desempate
Los equipos se clasificaron basándose en puntos (3 puntos por una victoria, un punto por un empate, 0 puntos por una derrota) y, si estaban empatados, se aplicaron los siguientes criterios de desempate, en el orden dado, para determinar las clasificaciones (artículo 74 del Reglamento):
1. Puntos en partidos directos;
2. Gol diferencia en partidos directos;
3. Goles anotados en partidos directos;
4. Si más de dos equipos están empatados, y después de aplicar todos los criterios previos, existía todavía empate, todos los criterios anteriores se aplicaron exclusivamente al subconjunto de equipos que se encontraban empatados;
5. Gol diferencia en todos los partidos del grupo;
6. Goles anotados en todos los partidos del grupo;
7. Sorteo.

     – Clasificados para los Octavos de final. 
     – Clasificados a los Octavos de final como uno de los cuatro mejores terceros.

### Grupo A
| Equipo       | Pts | PJ | PG | PE | PP | GF | GC | Dif |
| ------------ | --- | -- | -- | -- | -- | -- | -- | --- |
| Camerún      | 7   | 3  | 2  | 1  | 0  | 7  | 3  | 4   |
| Burkina Faso | 4   | 3  | 1  | 1  | 1  | 3  | 3  | 0   |
| Cabo Verde   | 4   | 3  | 1  | 1  | 1  | 2  | 2  | 0   |
| Etiopía      | 1   | 3  | 0  | 1  | 2  | 2  | 6  | –4  |

| 9 de enero de 2022, 17:00 | Camerún                            | 2:1 (2:1) | Burkina Faso | Estadio Paul Biya, Yaundé                     |                                               |
|                           | Aboubakar 40' (pen.), 45+3' (pen.) | Reporte   | Sangaré 24'  | Árbitro(s): Mustapha Ghorbal VAR: Adil Zourak | Árbitro(s): Mustapha Ghorbal VAR: Adil Zourak |

| 9 de enero de 2022, 20:00 | Etiopía | 0:1 (0:1) | Cabo Verde       | Estadio Paul Biya, Yaundé                                  |                                                            |
|                           |         | Reporte   | J. Tavares 45+1' | Árbitro(s): Hélder Martins de Carvalho VAR: Mohamed Ashour | Árbitro(s): Hélder Martins de Carvalho VAR: Mohamed Ashour |

| 13 de enero de 2022, 17:00 | Camerún                                  | 4:1 (1:1) | Etiopía    | Estadio Paul Biya, Yaundé                                 |                                                           |
|                            | Toko Ekambi 8', 68' · Aboubakar 53', 55' | Reporte   | Hotessa 4' | Árbitro(s): Jean Jacques Ndala Ngambo VAR: Haythem Guirat | Árbitro(s): Jean Jacques Ndala Ngambo VAR: Haythem Guirat |

| 13 de enero de 2022, 20:00 | Cabo Verde | 0:1 (0:1) | Burkina Faso | Estadio Paul Biya, Yaundé                 |                                           |
|                            |            | Reporte   | Bandé 39'    | Árbitro(s): Amin Omar VAR: Mohamed Ashour | Árbitro(s): Amin Omar VAR: Mohamed Ashour |

| 17 de enero de 2022, 17:00 | Cabo Verde    | 1:1 (0:1) | Camerún       | Estadio Paul Biya, Yaundé                   |                                             |
|                            | Rodrigues 53' | Reporte   | Aboubakar 39' | Árbitro(s): Sadok Selmi VAR: Haythem Guirat | Árbitro(s): Sadok Selmi VAR: Haythem Guirat |

| 17 de enero de 2022, 17:00 | Burkina Faso | 1:1 (1:0) | Etiopía           | Estadio Kouekong, Bafoussam                             |                                                         |
|                            | Bayala 25'   | Reporte   | Kebede 52' (pen.) | Árbitro(s): Ahmad Imtehaz Heeralall VAR: Mohamed Ashour | Árbitro(s): Ahmad Imtehaz Heeralall VAR: Mohamed Ashour |

### Grupo B
| Equipo   | Pts | PJ | PG | PE | PP | GF | GC | Dif |
| -------- | --- | -- | -- | -- | -- | -- | -- | --- |
| Senegal  | 5   | 3  | 1  | 2  | 0  | 1  | 0  | 1   |
| Guinea   | 4   | 3  | 1  | 1  | 1  | 2  | 2  | 0   |
| Malaui   | 4   | 3  | 1  | 1  | 1  | 2  | 2  | 0   |
| Zimbabue | 3   | 3  | 1  | 0  | 2  | 3  | 4  | –1  |

| 10 de enero de 2022, 14:00 | Senegal           | 1:0 (0:0) | Zimbabue | Estadio Kouekong, Bafoussam                      |                                                  |
|                            | Mané 90+7' (pen.) | Reporte   |          | Árbitro(s): Mario Escobar VAR: Fernando Guerrero | Árbitro(s): Mario Escobar VAR: Fernando Guerrero |

| 10 de enero de 2022, 17:00 | Guinea    | 1:0 (1:0) | Malaui | Estadio Kouekong, Bafoussam                      |                                                  |
|                            | Sylla 35' | Reporte   |        | Árbitro(s): Daniel Nili Laryea VAR: Victor Gomes | Árbitro(s): Daniel Nili Laryea VAR: Victor Gomes |

| 14 de enero de 2022, 14:00 | Senegal | 0:0     | Guinea | Estadio Kouekong, Bafoussam                          |                                                      |
|                            |         | Reporte |        | Árbitro(s): Bamlak Tessema Weyesa VAR: Samir Guezzaz | Árbitro(s): Bamlak Tessema Weyesa VAR: Samir Guezzaz |

| 14 de enero de 2022, 17:00 | Malaui          | 2:1 (1:1) | Zimbabue | Estadio Kouekong, Bafoussam                    |                                                |
|                            | Mhango 43', 58' | Reporte   | Wadi 38' | Árbitro(s): Dahane Beida VAR: Bouchra Karboubi | Árbitro(s): Dahane Beida VAR: Bouchra Karboubi |

| 18 de enero de 2022, 17:00 | Malaui | 0:0     | Senegal | Estadio Kouekong, Bafoussam                          |                                                      |
|                            |        | Reporte |         | Árbitro(s): Blaise Yuven Ngwa VAR: Mehdi Abid Charef | Árbitro(s): Blaise Yuven Ngwa VAR: Mehdi Abid Charef |

| 18 de enero de 2022, 17:00 | Zimbabue                 | 2:1 (2:0) | Guinea       | Estadio Ahmadou Ahidjo, Yaundé                      |                                                     |
|                            | Musona 26' · Mahachi 43' | Reporte   | N. Keïta 49' | Árbitro(s): Salima Mukansanga VAR: Bouchra Karboubi | Árbitro(s): Salima Mukansanga VAR: Bouchra Karboubi |

### Grupo C
| Equipo    | Pts | PJ | PG | PE | PP | GF | GC | Dif |
| --------- | --- | -- | -- | -- | -- | -- | -- | --- |
| Marruecos | 7   | 3  | 2  | 1  | 0  | 5  | 2  | 3   |
| Gabón     | 5   | 3  | 1  | 2  | 0  | 4  | 3  | 1   |
| Comoras   | 3   | 3  | 1  | 0  | 2  | 3  | 5  | –2  |
| Ghana     | 1   | 3  | 0  | 1  | 2  | 3  | 5  | –2  |

| 10 de enero de 2022, 17:00 | Marruecos  | 1:0 (0:0) | Ghana | Estadio Ahmadou Ahidjo, Yaundé               |                                              |
|                            | Boufal 83' | Reporte   |       | Árbitro(s): Joshua Bondo VAR: Haythem Guirat | Árbitro(s): Joshua Bondo VAR: Haythem Guirat |

| 10 de enero de 2022, 20:00 | Comoras | 0:1 (0:1) | Gabón         | Estadio Ahmadou Ahidjo, Yaundé               |                                              |
|                            |         | Reporte   | Boupendza 16' | Árbitro(s): Peter Waweru VAR: Mahmoud Ashour | Árbitro(s): Peter Waweru VAR: Mahmoud Ashour |

| 14 de enero de 2022, 17:00 | Marruecos                   | 2:0 (1:0) | Comoras | Estadio Ahmadou Ahidjo, Yaundé              |                                             |
|                            | Amallah 16' · Aboukhlal 88' | Reporte   |         | Árbitro(s): Sadok Selmi VAR: Haythem Guirat | Árbitro(s): Sadok Selmi VAR: Haythem Guirat |

| 14 de enero de 2022, 20:00 | Gabón         | 1:1 (0:1) | Ghana       | Estadio Ahmadou Ahidjo, Yaundé                      |                                                     |
|                            | Allevinah 88' | Reporte   | A. Ayew 18' | Árbitro(s): Lahlou Benbraham VAR: Mehdi Abid Charef | Árbitro(s): Lahlou Benbraham VAR: Mehdi Abid Charef |

| 18 de enero de 2022, 20:00 | Gabón                             | 2:2 (1:0) | Marruecos                      | Estadio Ahmadou Ahidjo, Yaundé              |                                             |
|                            | Allevinah 21' · Aguerd 81' (a.g.) | Reporte   | Boufal 74' (pen.) · Hakimi 84' | Árbitro(s): Dahane Beida VAR: Janny Sikazwe | Árbitro(s): Dahane Beida VAR: Janny Sikazwe |

| 18 de enero de 2022, 20:00 | Ghana                  | 2:3 (0:1) | Comoras                           | Estadio Roumdé Adjia, Garua                     |                                                 |
|                            | Boakye 64' · Djiku 77' | Reporte   | Ben Nabouhane 4' · Mogni 61', 85' | Árbitro(s): Boubou Traoré VAR: Mustapha Ghorbal | Árbitro(s): Boubou Traoré VAR: Mustapha Ghorbal |

### Grupo D
| Equipo       | Pts | PJ | PG | PE | PP | GF | GC | Dif |
| ------------ | --- | -- | -- | -- | -- | -- | -- | --- |
| Nigeria      | 9   | 3  | 3  | 0  | 0  | 6  | 1  | 5   |
| Egipto       | 6   | 3  | 2  | 0  | 1  | 2  | 1  | 1   |
| Sudán        | 1   | 3  | 0  | 1  | 2  | 1  | 4  | –3  |
| Guinea-Bisáu | 1   | 3  | 0  | 1  | 2  | 0  | 3  | –3  |

| 11 de enero de 2022, 17:00 | Nigeria       | 1:0 (1:0) | Egipto | Estadio Roumdé Adjia, Garua                           |                                                       |
|                            | Iheanacho 30' | Reporte   |        | Árbitro(s): Bakary Gassama VAR: Bamlak Tessema Weyesa | Árbitro(s): Bakary Gassama VAR: Bamlak Tessema Weyesa |

| 11 de enero de 2022, 20:00 | Sudán | 0:0     | Guinea-Bisáu | Estadio Roumdé Adjia, Garua               |                                           |
|                            |       | Reporte |              | Árbitro(s): Issa Sy VAR: Lahlou Benbraham | Árbitro(s): Issa Sy VAR: Lahlou Benbraham |

| 15 de enero de 2022, 17:00 | Nigeria                                | 3:1 (2:1) | Sudán            | Estadio Roumdé Adjia, Garua               |                                           |
|                            | Chukwueze 3' · Awoniyi 45' · Simon 46' | Reporte   | Khedr 70' (pen.) | Árbitro(s): Victor Gomes VAR: Adil Zourak | Árbitro(s): Victor Gomes VAR: Adil Zourak |

| 15 de enero de 2022, 20:00 | Guinea-Bisáu | 0:1 (0:0) | Egipto    | Estadio Roumdé Adjia, Garua                                 |                                                             |
|                            |              | Reporte   | Salah 69' | Árbitro(s): Pacifique Ndabihawenimana VAR: Mustapha Ghorbal | Árbitro(s): Pacifique Ndabihawenimana VAR: Mustapha Ghorbal |

| 19 de enero de 2022, 20:00 | Guinea-Bisáu | 0:2 (0:0) | Nigeria                     | Estadio Roumdé Adjia, Garua                  |                                              |
|                            |              | Reporte   | Umar 56' · Troost-Ekong 75' | Árbitro(s): Peter Waweru VAR: Bakary Gassama | Árbitro(s): Peter Waweru VAR: Bakary Gassama |

| 19 de enero de 2022, 20:00 | Egipto         | 1:0 (0:0) | Sudán | Estadio Ahmadou Ahidjo, Yaundé                      |                                                     |
|                            | Abdelmonem 69' | Reporte   |       | Árbitro(s): Joshua Bondo VAR: Bamlak Tessema Weyesa | Árbitro(s): Joshua Bondo VAR: Bamlak Tessema Weyesa |

### Grupo E
| Equipo            | Pts | PJ | PG | PE | PP | GF | GC | Dif |
| ----------------- | --- | -- | -- | -- | -- | -- | -- | --- |
| Costa de Marfil   | 7   | 3  | 2  | 1  | 0  | 6  | 3  | 3   |
| Guinea Ecuatorial | 6   | 3  | 2  | 0  | 1  | 2  | 1  | 1   |
| Sierra Leona      | 2   | 3  | 0  | 2  | 1  | 2  | 3  | –1  |
| Argelia           | 1   | 3  | 0  | 1  | 2  | 1  | 4  | –3  |

| 11 de enero de 2022, 14:00 | Argelia | 0:0     | Sierra Leona | Estadio Japoma, Duala                                 |                                                       |
|                            |         | Reporte |              | Árbitro(s): Ahmad Imetehaz Heeralall VAR: Adil Zourak | Árbitro(s): Ahmad Imetehaz Heeralall VAR: Adil Zourak |

| 12 de enero de 2022, 20:00 | Guinea Ecuatorial | 0:1 (0:1) | Costa de Marfil | Estadio Japoma, Duala                            |                                                  |
|                            |                   | Reporte   | Gradel 5'       | Árbitro(s): Rédouane Jiyed VAR: Bouchra Karboubi | Árbitro(s): Rédouane Jiyed VAR: Bouchra Karboubi |

| 16 de enero de 2022, 17:00 | Costa de Marfil       | 2:2 (1:1) | Sierra Leona                     | Estadio Japoma, Duala                            |                                                  |
|                            | Haller 25' · Pépé 65' | Reporte   | Mu. Kamara 55' · A. Kamara 90+3' | Árbitro(s): Maguette N'Diaye VAR: Bakary Gassama | Árbitro(s): Maguette N'Diaye VAR: Bakary Gassama |

| 16 de enero de 2022, 20:00 | Argelia | 0:1 (0:0) | Guinea Ecuatorial | Estadio Japoma, Duala                            |                                                  |
|                            |         | Reporte   | Obiang 70'        | Árbitro(s): Mario Escobar VAR: Fernando Guerrero | Árbitro(s): Mario Escobar VAR: Fernando Guerrero |

| 20 de enero de 2022, 17:00 | Costa de Marfil                        | 3:1 (2:0) | Argelia      | Estadio Japoma, Duala                        |                                              |
|                            | Kessié 22' · I. Sangaré 39' · Pépé 54' | Reporte   | Bendebka 73' | Árbitro(s): Victor Gomes VAR: Haythem Guirat | Árbitro(s): Victor Gomes VAR: Haythem Guirat |

| 20 de enero de 2022, 17:00 | Sierra Leona | 0:1 (0:1) | Guinea Ecuatorial | Estadio de Limbé, Limbe                         |                                                 |
|                            |              | Reporte   | Ganet 38'         | Árbitro(s): Mohamed Mansour VAR: Mohamed Ashour | Árbitro(s): Mohamed Mansour VAR: Mohamed Ashour |

### Grupo F
| Equipo     | Pts | PJ | PG | PE | PP | GF | GC | Dif |
| ---------- | --- | -- | -- | -- | -- | -- | -- | --- |
| Malí       | 7   | 3  | 2  | 1  | 0  | 4  | 1  | 3   |
| Gambia     | 7   | 3  | 2  | 1  | 0  | 3  | 1  | 2   |
| Túnez      | 3   | 3  | 1  | 0  | 2  | 4  | 2  | 2   |
| Mauritania | 0   | 3  | 0  | 0  | 3  | 0  | 7  | –7  |

| 12 de enero de 2022, 14:00 | Túnez | 0:1 (0:0) | Malí            | Estadio de Limbé, Limbe                          |                                                  |
|                            |       | Reporte   | Koné 48' (pen.) | Árbitro(s): Janny Sikazwe VAR: Fernando Guerrero | Árbitro(s): Janny Sikazwe VAR: Fernando Guerrero |

| 12 de enero de 2022, 17:45 | Mauritania | 0:1 (0:1) | Gambia     | Estadio de Limbé, Limbe                           |                                                   |
|                            |            | Reporte   | Jallow 10' | Árbitro(s): Bernard Camille VAR: Mustapha Ghorbal | Árbitro(s): Bernard Camille VAR: Mustapha Ghorbal |

| 16 de enero de 2022, 14:00 | Gambia                | 1:1 (0:0) | Malí            | Estadio de Limbé, Limbe                       |                                               |
|                            | Mu. Barrow 90' (pen.) | Reporte   | Koné 79' (pen.) | Árbitro(s): Samir Guezzaz VAR: Rédouane Jiyed | Árbitro(s): Samir Guezzaz VAR: Rédouane Jiyed |

| 16 de enero de 2022, 17:00 | Túnez                                       | 4:0 (2:0) | Mauritania | Estadio de Limbé, Limbe                          |                                                  |
|                            | Mathlouthi 4' · Khazri 9', 64' · Jaziri 66' | Reporte   |            | Árbitro(s): Mahmoud El Banna VAR: Mohamed Ashour | Árbitro(s): Mahmoud El Banna VAR: Mohamed Ashour |

| 20 de enero de 2022, 20:00 | Gambia          | 1:0 (0:0) | Túnez | Estadio de Limbé, Limbe                             |                                                     |
|                            | A. Jallow 90+3' | Reporte   |       | Árbitro(s): Fernando Guerrero VAR: Lahlou Benbraham | Árbitro(s): Fernando Guerrero VAR: Lahlou Benbraham |

| 20 de enero de 2022, 20:00 | Malí                            | 2:0 (1:0) | Mauritania | Estadio Japoma, Duala                        |                                              |
|                            | M. Haïdara 2' · Koné 49' (pen.) | Reporte   |            | Árbitro(s): Bernard Camille VAR: Adil Zourak | Árbitro(s): Bernard Camille VAR: Adil Zourak |

### Mejores terceros
| Equipo       | Grupo | Pts | PJ | PG | PE | PP | GF | GC | Dif |
| ------------ | ----- | --- | -- | -- | -- | -- | -- | -- | --- |
| Cabo Verde   | A     | 4   | 3  | 1  | 1  | 1  | 2  | 2  | 0   |
| Malaui       | B     | 4   | 3  | 1  | 1  | 1  | 2  | 2  | 0   |
| Túnez        | F     | 3   | 3  | 1  | 0  | 2  | 4  | 2  | 2   |
| Comoras      | C     | 3   | 3  | 1  | 0  | 2  | 3  | 5  | –2  |
| Sierra Leona | E     | 2   | 3  | 0  | 2  | 1  | 2  | 3  | –1  |
| Sudán        | D     | 1   | 3  | 0  | 1  | 2  | 1  | 4  | –3  |

     – Combinación que se dio en esta edición.
| Terceros lugares clasificados | Terceros lugares clasificados | Terceros lugares clasificados | Terceros lugares clasificados | Terceros lugares clasificados | Terceros lugares clasificados |    | 1A vs | 1B vs | 1C vs | 1D vs |
| ----------------------------- | ----------------------------- | ----------------------------- | ----------------------------- | ----------------------------- | ----------------------------- | -- | ----- | ----- | ----- | ----- |
| A                             | B                             | C                             | D                             |                               |                               | 3C | 3D    | 3A    | 3B    |       |
| A                             | B                             | C                             |                               | E                             |                               | 3C | 3A    | 3B    | 3E    |       |
| A                             | B                             | C                             |                               |                               | F                             | 3C | 3A    | 3B    | 3F    |       |
| A                             | B                             |                               | D                             | E                             |                               | 3D | 3A    | 3B    | 3E    |       |
| A                             | B                             |                               | D                             |                               | F                             | 3D | 3A    | 3B    | 3F    |       |
| A                             | B                             |                               |                               | E                             | F                             | 3E | 3A    | 3B    | 3F    |       |
| A                             |                               | C                             | D                             | E                             |                               | 3C | 3D    | 3A    | 3E    |       |
| A                             |                               | C                             | D                             |                               | F                             | 3C | 3D    | 3A    | 3F    |       |
| A                             |                               | C                             |                               | E                             | F                             | 3C | 3A    | 3F    | 3E    |       |
| A                             |                               |                               | D                             | E                             | F                             | 3D | 3A    | 3F    | 3E    |       |
|                               | B                             | C                             | D                             | E                             |                               | 3C | 3D    | 3B    | 3E    |       |
|                               | B                             | C                             | D                             |                               | F                             | 3C | 3D    | 3B    | 3F    |       |
|                               | B                             | C                             |                               | E                             | F                             | 3E | 3C    | 3B    | 3F    |       |
|                               | B                             |                               | D                             | E                             | F                             | 3E | 3D    | 3B    | 3F    |       |
|                               |                               | C                             | D                             | E                             | F                             | 3C | 3D    | 3F    | 3E    |       |

## Fase final

### Cuadro de desarrollo
|  | Octavos de final                 | Octavos de final              |                                   |       | Cuartos de final             | Cuartos de final             |                                |                                | Semifinales | Semifinales |  |  | Final | Final |
|  |                                  |                               |                                   |       |                              |                              |                                |                                |             |             |  |  |       |       |
|  | 23 de enero - Limbe              |                               |                                   |       |                              |                              |                                |                                |             |             |  |  |       |       |
|  |                                  |                               |                                   |       |                              |                              |                                |                                |             |             |  |  |       |       |
|  | Burkina Faso                     | 1 (7)                         |                                   |       |                              |                              |                                |                                |             |             |  |  |       |       |
|  | Burkina Faso                     | 1 (7)                         | 29 de enero - Garua               |       |                              |                              |                                |                                |             |             |  |  |       |       |
|  | Gabón                            | 1 (6)                         |                                   |       |                              |                              |                                |                                |             |             |  |  |       |       |
|  | Gabón                            | 1 (6)                         | Burkina Faso                      | 1     |                              |                              |                                |                                |             |             |  |  |       |       |
|  | 23 de enero - Garua              |                               | Burkina Faso                      | 1     |                              |                              |                                |                                |             |             |  |  |       |       |
|  |                                  | Túnez                         | 0                                 |       |                              |                              |                                |                                |             |             |  |  |       |       |
|  | Nigeria                          | Túnez                         | 0                                 | 0     |                              |                              |                                |                                |             |             |  |  |       |       |
|  | Nigeria                          |                               | 2 de febrero - Yaundé (Ahidjo)    | 0     |                              |                              |                                |                                |             |             |  |  |       |       |
|  | Túnez                            | 1                             |                                   |       |                              |                              |                                |                                |             |             |  |  |       |       |
|  | Túnez                            | 1                             | Burkina Faso                      | 1     |                              |                              |                                |                                |             |             |  |  |       |       |
|  | 25 de enero - Bafoussam          |                               | Burkina Faso                      | 1     |                              |                              |                                |                                |             |             |  |  |       |       |
|  |                                  | Senegal                       | 3                                 |       |                              |                              |                                |                                |             |             |  |  |       |       |
|  | Senegal                          | Senegal                       | 3                                 | 2     |                              |                              |                                |                                |             |             |  |  |       |       |
|  | Senegal                          | 30 de enero - Yaundé (Ahidjo) |                                   | 2     |                              |                              |                                |                                |             |             |  |  |       |       |
|  | Cabo Verde                       | 0                             |                                   |       |                              |                              |                                |                                |             |             |  |  |       |       |
|  | Cabo Verde                       | 0                             | Senegal                           | 3     |                              |                              |                                |                                |             |             |  |  |       |       |
|  | 26 de enero - Limbe              |                               | Senegal                           | 3     |                              |                              |                                |                                |             |             |  |  |       |       |
|  |                                  | Guinea Ecuatorial             | 1                                 |       |                              |                              |                                |                                |             |             |  |  |       |       |
|  | Malí                             | Guinea Ecuatorial             | 1                                 | 0 (5) |                              |                              |                                |                                |             |             |  |  |       |       |
|  | Malí                             |                               | 6 de febrero - Yaundé (Paul Biya) | 0 (5) |                              |                              |                                |                                |             |             |  |  |       |       |
|  | Guinea Ecuatorial                | 0 (6)                         |                                   |       |                              |                              |                                |                                |             |             |  |  |       |       |
|  | Guinea Ecuatorial                | 0 (6)                         | Senegal                           | 0 (4) |                              |                              |                                |                                |             |             |  |  |       |       |
|  | 24 de enero - Bafoussam          |                               | Senegal                           | 0 (4) |                              |                              |                                |                                |             |             |  |  |       |       |
|  |                                  | Egipto                        | 0 (2)                             |       |                              |                              |                                |                                |             |             |  |  |       |       |
|  | Guinea                           | Egipto                        | 0 (2)                             | 0     |                              |                              |                                |                                |             |             |  |  |       |       |
|  | Guinea                           | 29 de enero - Duala           |                                   | 0     |                              |                              |                                |                                |             |             |  |  |       |       |
|  | Gambia                           | 1                             |                                   |       |                              |                              |                                |                                |             |             |  |  |       |       |
|  | Gambia                           | 1                             | Gambia                            | 0     |                              |                              |                                |                                |             |             |  |  |       |       |
|  | 24 de enero - Yaundé (Paul Biya) |                               | Gambia                            | 0     |                              |                              |                                |                                |             |             |  |  |       |       |
|  |                                  | Camerún                       | 2                                 |       |                              |                              |                                |                                |             |             |  |  |       |       |
|  | Camerún                          | Camerún                       | 2                                 | 2     |                              |                              |                                |                                |             |             |  |  |       |       |
|  | Camerún                          |                               | 3 de febrero - Yaundé (Paul Biya) | 2     |                              |                              |                                |                                |             |             |  |  |       |       |
|  | Comoras                          | 1                             |                                   |       |                              |                              |                                |                                |             |             |  |  |       |       |
|  | Comoras                          | 1                             | Camerún                           | 0 (1) |                              |                              |                                |                                |             |             |  |  |       |       |
|  | 26 de enero - Duala              |                               | Camerún                           | 0 (1) |                              |                              |                                |                                |             |             |  |  |       |       |
|  |                                  | Egipto                        | 0 (3)                             |       | Partido por el tercer puesto | Partido por el tercer puesto |                                |                                |             |             |  |  |       |       |
|  | Costa de Marfil                  | Egipto                        | 0 (3)                             | 0 (4) | Partido por el tercer puesto | Partido por el tercer puesto |                                |                                |             |             |  |  |       |       |
|  | Costa de Marfil                  | 30 de enero - Yaundé (Ahidjo) | 30 de enero - Yaundé (Ahidjo)     | 0 (4) |                              |                              | 5 de febrero - Yaundé (Ahidjo) | 5 de febrero - Yaundé (Ahidjo) |             |             |  |  |       |       |
|  | Egipto                           | 30 de enero - Yaundé (Ahidjo) | 30 de enero - Yaundé (Ahidjo)     | 0 (5) |                              |                              | 5 de febrero - Yaundé (Ahidjo) | 5 de febrero - Yaundé (Ahidjo) |             |             |  |  |       |       |
|  | Egipto                           | Egipto (t. s.)                | 2                                 | 0 (5) | Burkina Faso                 | 3 (3)                        |                                |                                |             |             |  |  |       |       |
|  | 25 de enero - Yaundé (Ahidjo)    | Egipto (t. s.)                | 2                                 |       | Burkina Faso                 | 3 (3)                        |                                |                                |             |             |  |  |       |       |
|  |                                  | Marruecos                     | 1                                 |       | Camerún                      | 3 (5)                        |                                |                                |             |             |  |  |       |       |
|  | Marruecos                        | Marruecos                     | 1                                 | 2     | Camerún                      | 3 (5)                        |                                |                                |             |             |  |  |       |       |
|  | Marruecos                        |                               |                                   | 2     |                              |                              |                                |                                |             |             |  |  |       |       |
|  | Malaui                           | 1                             |                                   |       |                              |                              |                                |                                |             |             |  |  |       |       |
|  | Malaui                           | 1                             |                                   |       |                              |                              |                                |                                |             |             |  |  |       |       |

### Octavos de final
| 23 de enero de 2022, 17:00 | Burkina Faso                                                                                    | 1:1 (1:1, 1:0) (t. s.)(7:6 p.) | Gabón                                                                                        | Estadio de Limbé, Limbe                     |                                             |
|                            | Traoré 28'                                                                                      | Reporte                        | Guira 90+1' (a.g.)                                                                           | Árbitro(s): Rédouane Jiyed VAR: Adil Zourak | Árbitro(s): Rédouane Jiyed VAR: Adil Zourak |
|                            |                                                                                                 | Tiros desde el punto penal     |                                                                                              |                                             |                                             |
|                            | Kaboré · S. Ouattara · E. Tapsoba · Simporé · Yago · Guira · Konaté · A. Tapsoba · I. Ouédraogo |                                | Bouanga · Méyé · Boupendza · Kanga · Biyogo Poko · Ecuele Manga · Ameka · N'Gakoutou · Palun |                                             |                                             |

| 23 de enero de 2022, 20:00 | Nigeria | 0:1 (0:0) | Túnez      | Estadio Roumdé Adjia, Garua                         |                                                     |
|                            |         | Reporte   | Msakni 47' | Árbitro(s): Maguette N'Diaye VAR: Fernando Guerrero | Árbitro(s): Maguette N'Diaye VAR: Fernando Guerrero |

| 24 de enero de 2022, 17:00 | Guinea | 0:1 (0:0) | Gambia         | Estadio Kouekong, Bafoussam               |                                           |
|                            |        | Reporte   | Mu. Barrow 71' | Árbitro(s): Amin Omar VAR: Mohamed Ashour | Árbitro(s): Amin Omar VAR: Mohamed Ashour |

| 24 de enero de 2022, 20:00 | Camerún                         | 2:1 (1:0) | Comoras        | Estadio Paul Biya, Yaundé                               |                                                         |
|                            | Toko Ekambi 29' · Aboubakar 70' | Reporte   | M'Changama 81' | Árbitro(s): Bamlak Tessema Weyesa VAR: Maguette N'Diaye | Árbitro(s): Bamlak Tessema Weyesa VAR: Maguette N'Diaye |

| 25 de enero de 2022, 17:00 | Senegal                | 2:0 (0:0) | Cabo Verde | Estadio Kouekong, Bafoussam                         |                                                     |
|                            | Mané 63' · Dieng 90+2' | Reporte   |            | Árbitro(s): Lahlou Benbraham VAR: Mehdi Abid Charef | Árbitro(s): Lahlou Benbraham VAR: Mehdi Abid Charef |

| 25 de enero de 2022, 20:00 | Marruecos                    | 2:1 (1:1) | Malaui    | Estadio Ahmadou Ahidjo, Yaundé                            |                                                           |
|                            | En-Nesyri 45+2' · Hakimi 70' | Reporte   | Mhango 7' | Árbitro(s): Pacifique Ndabihawenimana VAR: Haythem Guirat | Árbitro(s): Pacifique Ndabihawenimana VAR: Haythem Guirat |

| 26 de enero de 2022, 17:00 | Costa de Marfil                         | 0:0 (t. s.)(4:5 p.)        | Egipto                                        | Estadio Japoma, Duala                                            |                                                                  |
|                            |                                         | Reporte                    |                                               | Árbitro(s): Jean Jacques Ndala Ngambo VAR: Bamlak Tessema Weyesa | Árbitro(s): Jean Jacques Ndala Ngambo VAR: Bamlak Tessema Weyesa |
|                            |                                         | Tiros desde el punto penal |                                               |                                                                  |                                                                  |
|                            | Pépé · Sangaré · Bailly · Cornet · Zaha |                            | Sayed · El Solia · Kamal · Abdelmonem · Salah |                                                                  |                                                                  |

| 26 de enero de 2022, 20:00 | Malí                                                                                | 0:0 (t. s.)(5:6 p.)        | Guinea Ecuatorial                                                  | Estadio de Limbé, Limbe                     |                                             |
|                            |                                                                                     | Reporte                    |                                                                    | Árbitro(s): Bakary Gassama VAR: Adil Zourak | Árbitro(s): Bakary Gassama VAR: Adil Zourak |
|                            |                                                                                     | Tiros desde el punto penal |                                                                    |                                             |                                             |
|                            | A. N. Traoré · Djenepo · M. Haïdara · Hama. Traoré · Touré · Dieng · Camara · Sacko |                            | E. Nsue · Belima · Akapo · Buyla · Ganet · Coco · Salvador · Eneme |                                             |                                             |

### Cuartos de final
| 29 de enero de 2022, 17:00 | Gambia | 0:2 (0:0) | Camerún              | Estadio Japoma, Duala                                     |                                                           |
|                            |        | Reporte   | Toko Ekambi 50', 57' | Árbitro(s): Pacifique Ndabihawenimana VAR: Haythem Guirat | Árbitro(s): Pacifique Ndabihawenimana VAR: Haythem Guirat |

| 29 de enero de 2022, 20:00 | Burkina Faso       | 1:0 (1:0) | Túnez | Estadio Roumdé Adjia, Garua                  |                                              |
|                            | Da. Ouattara 45+3' | Reporte   |       | Árbitro(s): Joshua Bondo VAR: Rédouane Jiyed | Árbitro(s): Joshua Bondo VAR: Rédouane Jiyed |

| 30 de enero de 2022, 16:00 | Egipto                     | 2:1 (1:1, 0:1) (t. s.) | Marruecos        | Estadio Ahmadou Ahidjo, Yaundé                      |                                                     |
|                            | Salah 53' · Trézéguet 100' | Reporte                | Boufal 6' (pen.) | Árbitro(s): Maguette N'Diaye VAR: Fernando Guerrero | Árbitro(s): Maguette N'Diaye VAR: Fernando Guerrero |

| 30 de enero de 2022, 20:00 | Senegal                                  | 3:1 (1:0) | Guinea Ecuatorial | Estadio Ahmadou Ahidjo, Yaundé               |                                              |
|                            | Diédhiou 28' · Kouyaté 68' · I. Sarr 79' | Reporte   | Buyla 57'         | Árbitro(s): Victor Gomes VAR: Mohamed Ashour | Árbitro(s): Victor Gomes VAR: Mohamed Ashour |

### Semifinales
| 2 de febrero de 2022, 20:00 | Burkina Faso | 1:3 (0:0) | Senegal                           | Estadio Ahmadou Ahidjo, Yaundé                        |                                                       |
|                             | Touré 82'    | Reporte   | Diallo 70' · Dieng 76' · Mané 87' | Árbitro(s): Bamlak Tessema Weyesa VAR: Rédouane Jiyed | Árbitro(s): Bamlak Tessema Weyesa VAR: Rédouane Jiyed |

| 3 de febrero de 2022, 20:00 | Camerún                                   | 0:0 (t. s.)(1:3 p.)        | Egipto                      | Estadio Paul Biya, Yaundé                      |                                                |
|                             |                                           | Reporte                    |                             | Árbitro(s): Bakary Gassama VAR: Haythem Guirat | Árbitro(s): Bakary Gassama VAR: Haythem Guirat |
|                             |                                           | Tiros desde el punto penal |                             |                                                |                                                |
|                             | Aboubakar · Moukoudi · Léa Siliki · N'Jie |                            | Zizo · Abdelmonem · Lasheen |                                                |                                                |

### Definición del tercer puesto
| 5 de febrero de 2022, 20:00 | Burkina Faso                                   | 3:3 (2:0) (3:5 p.)         | Camerún                                             | Estadio Ahmadou Ahidjo, Yaundé                 |                                                |
|                             | Yago 24' · Onana 43' (a.g.) · Dj. Ouattara 49' | Reporte                    | Bahoken 71' · Aboubakar 85', 87'                    | Árbitro(s): Rédouane Jiyed VAR: Haythem Guirat | Árbitro(s): Rédouane Jiyed VAR: Haythem Guirat |
|                             |                                                | Tiros desde el punto penal |                                                     |                                                |                                                |
|                             | Kaboré · S. Ouattara · Touré · Yago            |                            | Aboubakar · Ngamaleu · Toko Ekambi · Kunde · Oyongo |                                                |                                                |

### Final
| 6 de febrero de 2022, 20:00 | Senegal                                     | 0:0 (t. s.)(4:2 p.)        | Egipto                              | Estadio Paul Biya, Yaundé                 |                                           |
|                             |                                             | Reporte                    |                                     | Árbitro(s): Victor Gomes VAR: Adil Zourak | Árbitro(s): Victor Gomes VAR: Adil Zourak |
|                             |                                             | Tiros desde el punto penal |                                     |                                           |                                           |
|                             | Koulibaly · Diallo · B. Sarr · Dieng · Mané |                            | Zizo · Abdelmonem · Hamdy · Lasheen |                                           |                                           |

|                             |
| Bandera de Senegal          |
| Campeón Senegal 1.er título |

## Estadísticas

### Goleadores
8 goles
- Vincent Aboubakar

5 goles
- Karl Toko Ekambi

3 goles
| - Gabadinho Mhango - Ibrahima Koné | - Sofiane Boufal - Sadio Mané |  |

2 goles
| - Ahmed Mogni - Mohamed Salah - Jim Allevinah | - Musa Barrow - Ablie Jallow - Nicolas Pépé | - Achraf Hakimi - Wahbi Khazri |

1 gol
| - Sofiane Bendebka - Hassane Bandé - Cyrille Bayala - Dango Ouattara - Djibril Ouattara - Gustavo Sangaré - Blati Touré - Bertrand Traoré - Steeve Yago - Stéphane Bahoken - Garry Rodrigues - Júlio Tavares - Youssouf M'Changama - El Fardou Ben Nabouhane - Mohamed Abdelmonem - Trézéguet - Jannick Buyla - Pablo Ganet - Esteban Obiang | - Dawa Hotessa - Getaneh Kebede - Aaron Boupendza - André Ayew - Richmond Boakye - Alexander Djiku - Naby Keïta - Issiaga Sylla - Max Gradel - Sébastien Haller - Franck Kessié - Ibrahim Sangaré - Massadio Haïdara - Zakaria Aboukhlal - Selim Amallah - Youssef En-Nesyri - Taiwo Awoniyi - Samuel Chukwueze - Kelechi Iheanacho | - Umar Sadiq - Moses Simon - William Troost-Ekong - Abdou Diallo - Famara Diédhiou - Bamba Dieng - Idrissa Gueye - Cheikhou Kouyaté - Ismaïla Sarr - Alhaji Kamara - Musa Noah Kamara - Walieldin Khedr - Seifeddine Jaziri - Hamza Mathlouthi - Youssef Msakni - Kudakwashe Mahachi - Knowledge Musona - Ishmael Wadi |

1 autogol
| - Adama Guira (contra Gabón) | - André Onana (contra Burkina Faso) | - Nayef Aguerd (contra Gabón) |

### Clasificación general
La clasificación general indica la posición que ocupó cada selección al finalizar el torneo. El rendimiento se obtiene de la relación entre los puntos obtenidos y los partidos jugados por las selecciones y se expresa en porcentajes. La tabla se divide según la fase alcanzada por cada país.
Si algún partido de la segunda fase se definió mediante tiros de penal, el resultado final del tiempo reglamentario del partido se considera como empate.

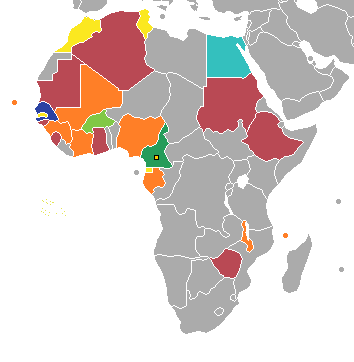
Países participantes según la fase alcanzada en el torneo.
Ganador
Subcampeón
Tercer lugar
Cuarto lugar
Cuartos de final
Octavos de final
Fase de grupos

| Ganador Subcampeón Tercer lugar | Cuarto lugar Cuartos de final | Octavos de final Fase de grupos |

| Pos. | Selección         | Pts. | PJ | PG | PE | PP | GF | GC | DG | Rend. |
| ---- | ----------------- | ---- | -- | -- | -- | -- | -- | -- | -- | ----- |
| 1    | Senegal           | 15   | 7  | 4  | 3  | 0  | 9  | 2  | 7  | 71.4% |
| 2    | Egipto            | 12   | 7  | 3  | 3  | 1  | 4  | 2  | 2  | 57.1% |
| 3    | Camerún           | 15   | 7  | 4  | 3  | 0  | 14 | 7  | 7  | 71.4% |
| 4    | Burkina Faso      | 9    | 7  | 2  | 3  | 2  | 9  | 10 | –1 | 42.8% |
| 5    | Marruecos         | 10   | 5  | 3  | 1  | 1  | 8  | 5  | 3  | 66.7% |
| 6    | Gambia            | 10   | 5  | 3  | 1  | 1  | 4  | 3  | 1  | 66.7% |
| 7    | Guinea Ecuatorial | 7    | 5  | 2  | 1  | 2  | 3  | 4  | –1 | 46.7% |
| 8    | Túnez             | 6    | 5  | 2  | 0  | 3  | 5  | 3  | 2  | 40%   |
| 9    | Nigeria           | 9    | 4  | 3  | 0  | 1  | 6  | 2  | 4  | 75%   |
| 10   | Malí              | 8    | 4  | 2  | 2  | 0  | 4  | 1  | 3  | 66.7% |
| 11   | Costa de Marfil   | 8    | 4  | 2  | 2  | 0  | 6  | 3  | 3  | 66.7% |
| 12   | Gabón             | 6    | 4  | 1  | 3  | 0  | 5  | 4  | 1  | 50%   |
| 13   | Guinea            | 4    | 4  | 1  | 1  | 2  | 2  | 3  | –1 | 33.3% |
| 14   | Malaui            | 4    | 4  | 1  | 1  | 2  | 3  | 4  | –1 | 33.3% |
| 15   | Cabo Verde        | 4    | 4  | 1  | 1  | 2  | 2  | 4  | –2 | 33.3% |
| 16   | Comoras           | 3    | 4  | 1  | 0  | 3  | 4  | 7  | –3 | 25%   |
| 17   | Zimbabue          | 3    | 3  | 1  | 0  | 2  | 3  | 4  | –1 | 33.3% |
| 18   | Sierra Leona      | 2    | 3  | 0  | 2  | 1  | 2  | 3  | –1 | 22.2% |
| 19   | Ghana             | 1    | 3  | 0  | 1  | 2  | 3  | 5  | –2 | 11.1% |
| 20   | Argelia           | 1    | 3  | 0  | 1  | 2  | 1  | 4  | –3 | 11.1% |
| 21   | Sudán             | 1    | 3  | 0  | 1  | 2  | 1  | 4  | –3 | 11.1% |
| 22   | Guinea-Bisáu      | 1    | 3  | 0  | 1  | 2  | 0  | 3  | –3 | 11.1% |
| 23   | Etiopía           | 1    | 3  | 0  | 1  | 2  | 2  | 6  | –4 | 11.1% |
| 24   | Mauritania        | 0    | 3  | 0  | 0  | 3  | 0  | 7  | –7 | 0%    |

## Incidentes
El 22 de enero, en el exterior del estadio Paul Biya, en Yaundé, donde jugaría la selección de Camerún frente a Comoras por los octavos de final, se produjo una avalancha humana cuando los aficionados locales se prestaban a ingresar al recinto, provocando la muerte de 8 personas y varias decenas de heridos.